# White Kirkley
White Kirkley – wieś w Anglii, w hrabstwie Durham. Leży 26 km na zachód od miasta Durham i 377 km na północ od Londynu.